# Giải BAFTA lần thứ 37
Giải BAFTA lần thứ 37, được trao bởi Viện Hàn lâm Nghệ thuật Điện ảnh và Truyền hình Anh Quốc năm 1984 để tôn vinh những bộ phim xuất sắc nhất năm 1983.

## Chiến thắng và đề cử

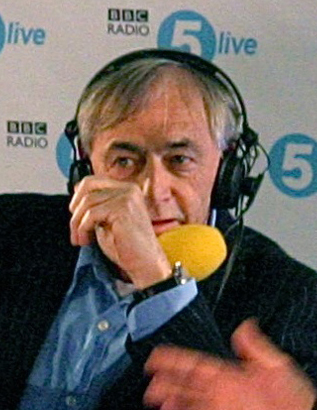
Bill Forsyth, Đạo diễn xuất sắc nhất

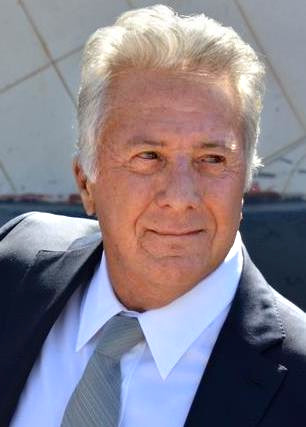
Dustin Hoffman, đồng nhận giải Nam diễn viên chính xuất sắc nhất

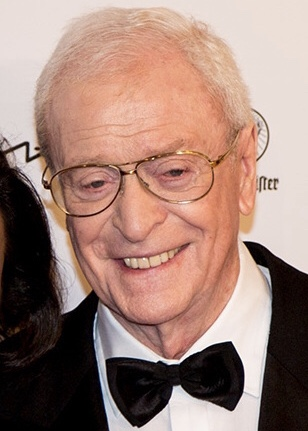
Michael Caine, đồng nhận giải Nam diễn viên chính xuất sắc nhất

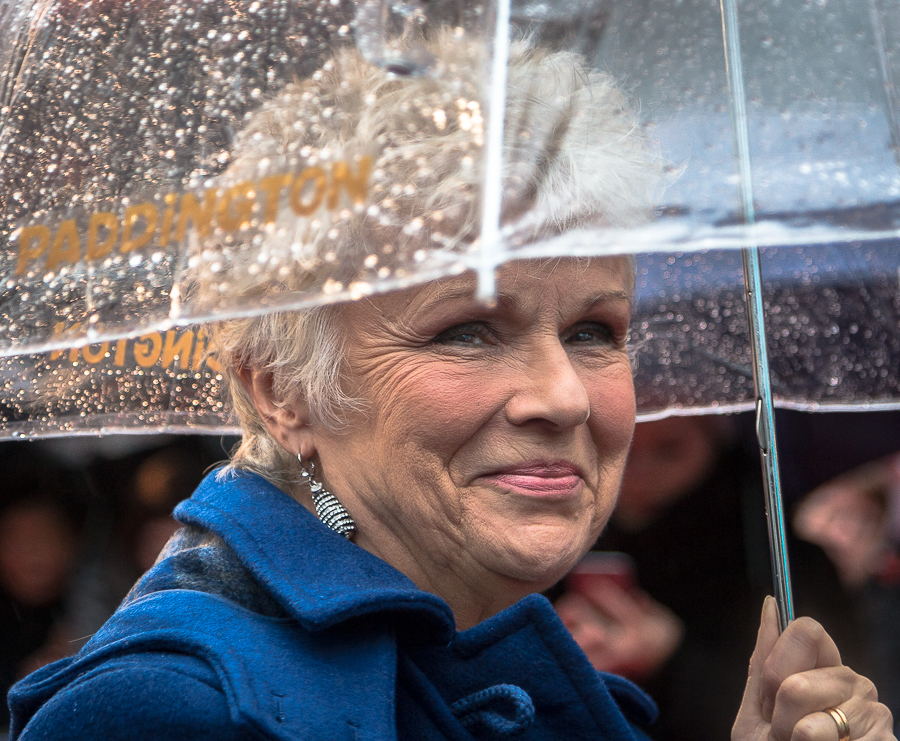
Julie Walters, Nữ diễn viên chính xuất sắc nhất

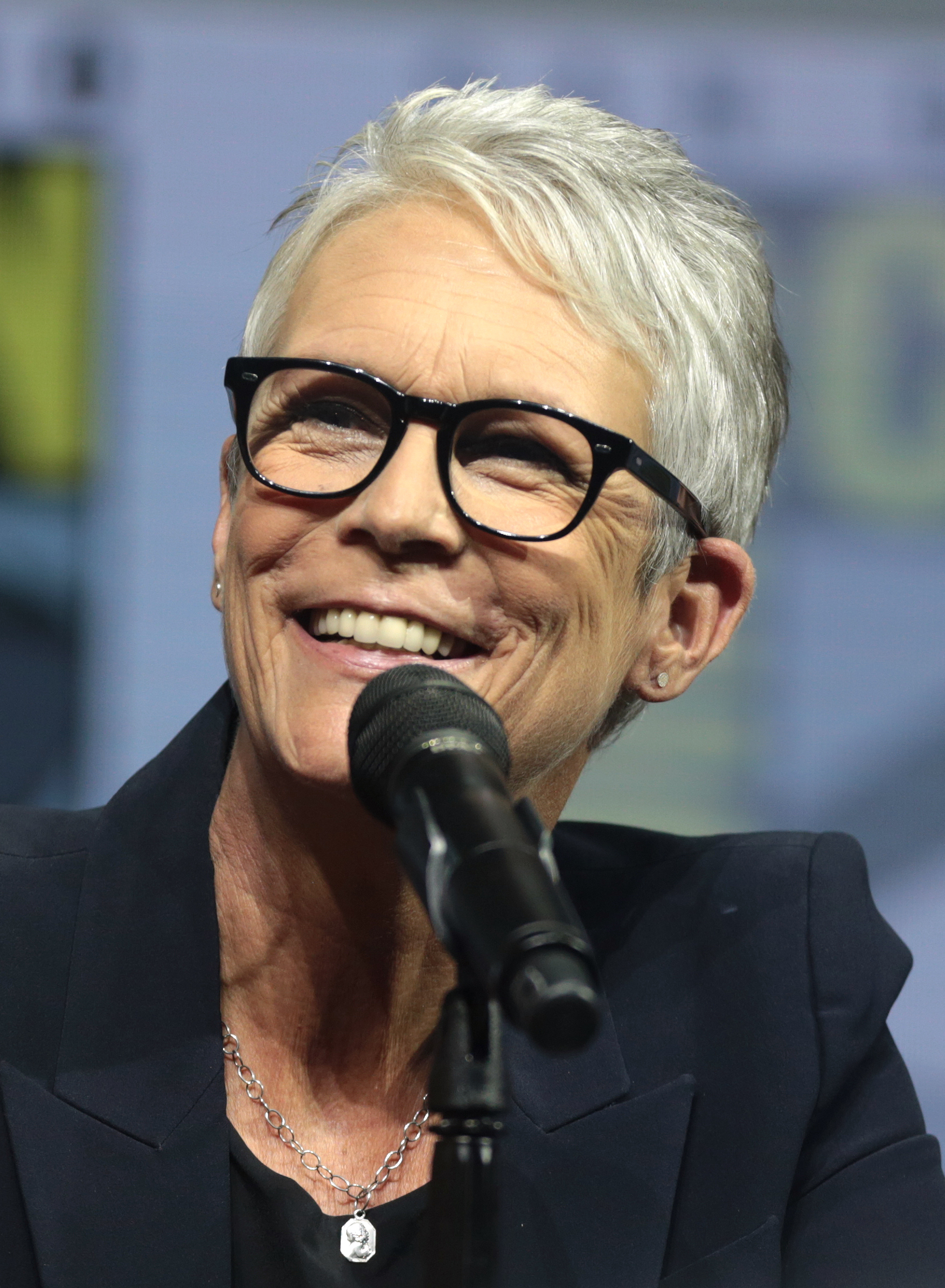
Jamie Lee Curtis, Nữ diễn viên phụ xuất sắc nhất

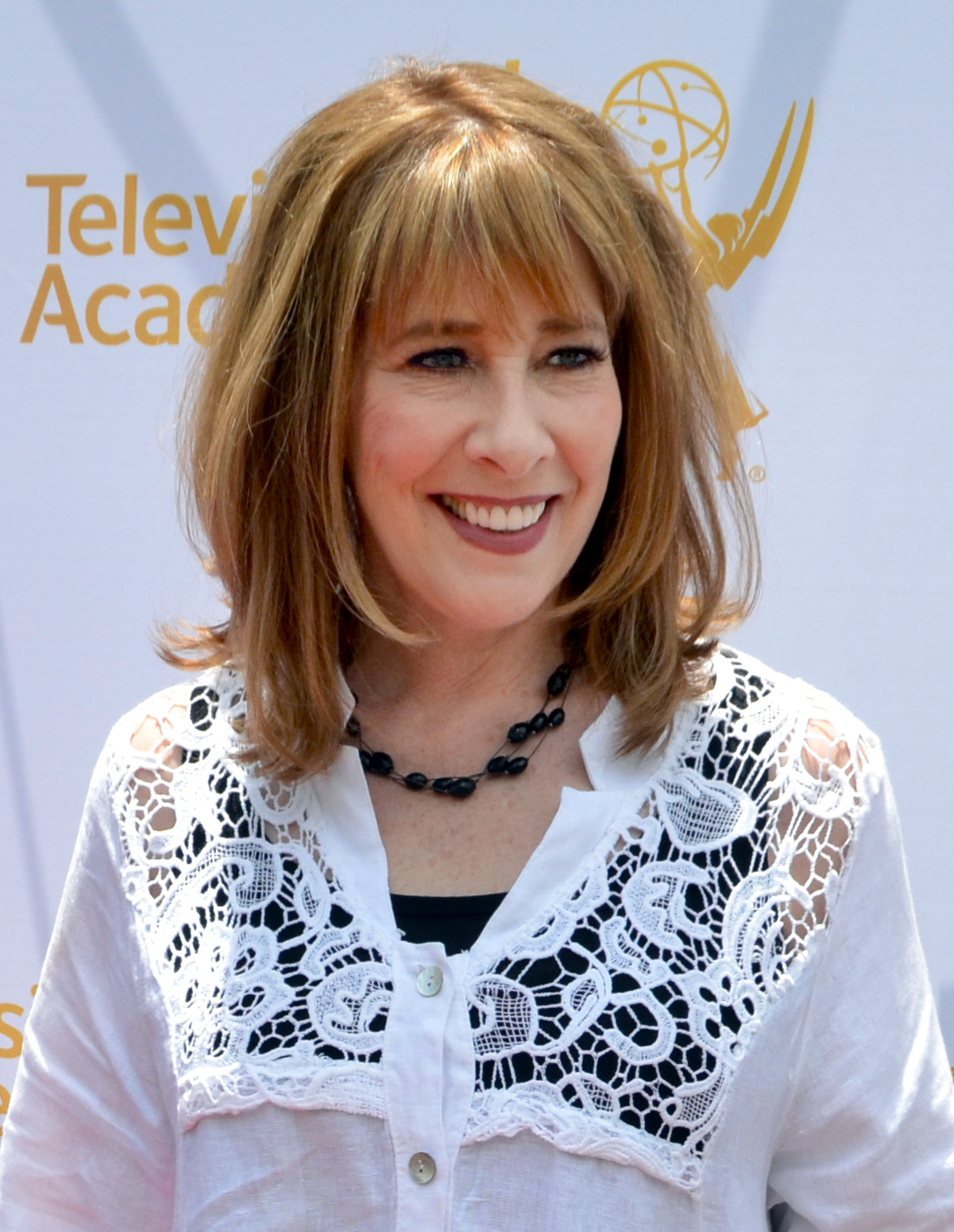
Phyllis Logan, Diễn viên mới xuất sắc nhất

| Phim hay nhất Educating Rita – Lewis Gilbert - Heat and Dust – Ismail Merchant - Local Hero – David Puttnam - Tootsie – Sydney Pollack và Dick Richards | Đạo diễn xuất sắc nhất Bill Forsyth – Local Hero - James Ivory – Heat and Dust - Martin Scorsese – The King of Comedy - Sydney Pollack – Tootsie |
| Nam diễn viên chính xuất sắc nhất Dustin Hoffman – Tootsie vai Michael Dorsey/Dorothy Michaels Michael Caine – Educating Rita vai Giáo sư Frank Bryant - Michael Caine – The Honorary Consul vai Charley Fortnum - Robert De Niro – The King of Comedy vai Rupert Pupkin                                                                                               | Nữ diễn viên chính xuất sắc nhất Julie Walters – Educating Rita vai Susan White - Jessica Lange – Tootsie vai Julie Nichols - Meryl Streep – Sophie's Choice vai Zofia Zawistowski - Phyllis Logan – Another Time, Another Place vai Janie                                                                        |
| Nam diễn viên phụ xuất sắc nhất Denholm Elliott – Trading Places vai Coleman - Bob Hoskins – The Honorary Consul vai Colonel Perez - Burt Lancaster – Local Hero vai Felix Happer - Jerry Lewis – The King of Comedy vai Jerry Langford | Nữ diễn viên phụ xuất sắc nhất Jamie Lee Curtis – Trading Places vai Ophelia - Maureen Lipman – Educating Rita vai Trish - Rosemary Harris – The Ploughman's Lunch vai Ann Barrington - Teri Garr – Tootsie vai Sandy Lester                                                                                      |
| Kịch bản gốc xuất sắc nhất The King of Comedy – Paul D. Zimmerman - Local Hero – Bill Forsyth - Trading Places – Timothy Harris và Herschel Weingrod - Zelig – Woody Allen | Kịch bản chuyển thể xuất sắc nhất Heat and Dust – Ruth Prawer Jhabvala - Betrayal – Harold Pinter - Educating Rita – Willy Russell - Tootsie – Larry Gelbart và Murray Schisgal |
| Quay phim xuất sắc nhất Fanny and Alexander – Sven Nykvist - Heat and Dust – Walter Lassally - Local Hero – Chris Menges - Zelig – Gordon Willis | Thiết kế phục trang xuất sắc nhất La Traviata – Piero Tosi - Fanny and Alexander – Marik Vos-Lundh - Heat and Dust – Barbara Lane - Tootsie – Ruth Morley |
| Dựng phim xuất sắc nhất Flashdance – Bud S. Smith và Walt Mulconery - The King of Comedy – Thelma Schoonmaker - Local Hero – Michael Bradsell - Zelig – Susan E. Morse | Hóa trang và làm tóc xuất sắc nhất Tootsie – Dorothy Pearl, George Masters, Romaina Ford và Allen Weisinger - Heat and Dust – Gordon Kay - Sự trở lại của Jedi – Phil Tippett và Stuart Freeborn - Zelig – Fred Buchner và John Caglione Jr.                                                                      |
| Nhạc phim hay nhất Merry Christmas, Mr. Lawrence – Sakamoto Ryūichi - Flashdance – Giorgio Moroder - Local Hero – Mark Knopfler - An Officer and a Gentleman – Jack Nitzsche | Bài hát trong phim hay nhất "Up Where We Belong" – An Officer and a Gentleman - "Every Sperm Is Sacred" – Monty Python's The Meaning of Life - "Flashdance... What a Feeling" – Flashdance - "It Might Be You" – Tootsie                                                                                          |
| Thiết kế sản xuất xuất sắc nhất La Traviata – Franco Zeffirelli và Gianni Quaranta - Heat and Dust – Wilfred Shingleton - Sự trở lại của Jedi – Norman Reynolds - WarGames – Angelo P. Graham | Âm thanh xuất sắc nhất WarGames – Willie D. Burton, Michael J. Kohut và William Manger - Flashdance – Jim Webb, Robert Knudson, Robert Glass và Don Digirolamo - La Traviata – Cesare D'Amico, Jean-Louis Ducarme, Claude Villand và Federico Savina - Sự trở lại của Jedi – Ben Burtt, Tony Dawe và Gary Summers |
| Hiệu ứng hình ảnh đặc biệt xuất sắc nhất Sự trở lại của Jedi – Richard Edlund, Dennis Muren, Ken Ralston và Kit West - The Dark Crystal – Roy Field, Brian Smithies và Ian Wingrove - WarGames – Mike Fink, Joe Digaetano, Jack Cooperman, Don Hansard, Colin Cantwell và William A. Fraker - Zelig – Gordon Willis, Joel Hynek, Stuart Robertson và Richard Greenberg | Diễn viên mới xuất sắc nhất Phyllis Logan – Another Time, Another Place vai Janie - Greta Scacchi – Heat and Dust vai Olivia Rivers - Julie Walters – Educating Rita vai Susan White - Kevin Kline – Sophie's Choice vai Nathan Landau                                                                            |
| Phim tài liệu hay nhất Schindler – Jon Blair - Forty Minutes: Female Circumcision – Louise Panton - The Visit: Part 3: The Boy David – Alex McCall - Wildlife On One: Night Life – Dilys Breese | Phim không nói tiếng Anh hay nhất Danton – Margaret Ménégoz, Barbara Pec-Slesicka và Andrzej Wajda - Ngày chủ nhật sôi động – Armand Barboult và François Truffaut - Fanny and Alexander – Jörn Donner và Ingmar Bergman - La Traviata – Tarak Ben Ammar và Franco Zeffirelli                                     |
| Phim hoạt hình ngắn hay nhất Henry's Cat – Bob Godfrey - Danger Mouse – Brian Cosgrove và Mark Hall - Paddington Goes to the Movies – Barry Leith - The Wind in the Willows – Mark Hall và Brian Cosgrove | Phim ngắn hay nhất Goodie Two Shoes – Ian Emes - The Crimson Permanent Assurance – Terry Gilliam - John Love – John Davis - Keep Off the Grass – Paul Weiland |

## Thống kê
| Số lượng | Phim                        |
| -------- | --------------------------- |
| 9        | Tootsie                     |
| 8        | Heat and Dust               |
| 7        | Local Hero                  |
| 6        | Educating Rita              |
| 5        | The King of Comedy          |
| 5        | Zelig                       |
| 4        | Flashdance                  |
| 4        | La Traviata                 |
| 4        | Sự trở lại của Jedi         |
| 3        | Fanny and Alexander         |
| 3        | Trading Places              |
| 3        | WarGames                    |
| 2        | Another Time, Another Place |
| 2        | The Honorary Consul         |
| 2        | An Officer and a Gentleman  |
| 2        | Sophie's Choice             |

| Số lượng | Phim           |
| -------- | -------------- |
| 3        | Educating Rita |
| 2        | La Traviata    |
| 2        | Tootsie        |
| 2        | Trading Places |